# Luděk Štěpán

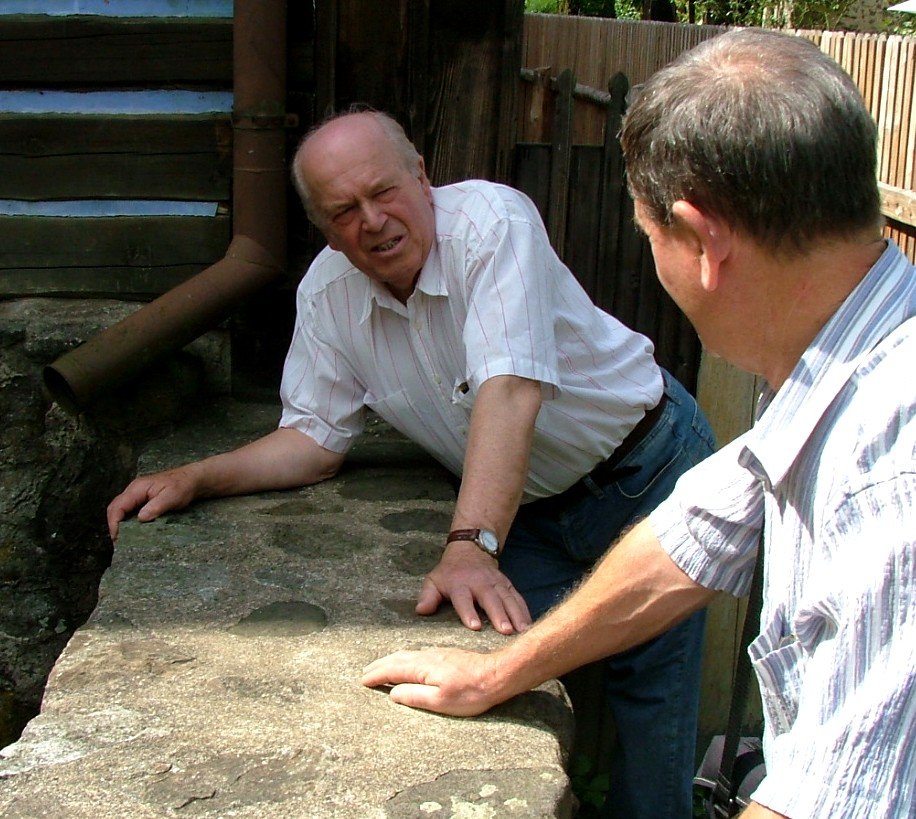
Luděk Štěpán

Luděk Štěpán (19. srpna 1932 Nasavrky – 12. května 2017 Hlinsko) byl autor řady odborných a populárně naučných publikací především s tematikou lidového stavitelství a technických objektů, zakladatel české molinologie a muzea v přírodě Soubor lidových staveb Vysočina, propagátor významu a hodnot lidového stavitelství a neindustriálních technických objektů.

## Život
Luděk Štěpán se narodil 19. srpna 1932 v Nasavrkách. Společně s rodiči již od dětství poznával malebné kouty Chrudimska a Hlinecka. Přestože profesně inklinoval k technickým oborům, jeho koníčkem byla příroda a historie. Vystudoval Vyšší vodotechnickou školu ve Vysokém Mýtě a začal se věnovat stavbě mostů a silnic. Toto povolání spojené s neustálým pohybem po regionu mu dávalo možnost poznávat jednotlivá sídla i krajinu a začít objevovat zajímavé doklady lidového stavitelství.
Velkou část svého volného času trávil Luděk Štěpán putováním s fotoaparátem po celém Chrudimsku. Svou zálibu začal od počátku 60. let provozovat coby dobrovolný pracovník státní památkové péče, od roku 1968 působil vedle svého zaměstnání jako okresní konzervátor památkové péče. Do roku 1992 byl vedoucím Souboru lidových staveb Vysočina.

## Dílo

### Počátky ochrany památek a přírody
Luděk Štěpán společně s Františkem Horáčkem, také nadšeným ochráncem památek a přírody, prováděl od roku 1960 průzkum mlýnů a dalších vodou poháněných zařízení na Chrudimsku, Luděk Štěpán v terénu, František Horáček v archivech. V době jeho průzkumu se mlynáři těžce vyrovnávali se zestátněním a cítili se na okraji společnosti. I díky tomu byli velmi vstřícní a rádi mu poskytovali cenné informace, neboť byli vděčni za to, že se o jejich řemeslo ještě někdo zajímá. O činnosti Luďka Štěpána se dozvěděli pracovníci komise pro historii mlynářství Národního zemědělského muzea, nabídli mu členství a přizvali jej ke spolupráci. Tehdy zjistil, že kromě členů komise o mlýny moc lidí zájem nejeví, a to ani památkáři. Právě v té době se nezdařil pokus o záchranu Petrova mlýna v Lánech u Kameniček, ani archaického roubeného mlýna v Jeníkově, jenž díky liknavosti tehdy příslušných pracovníků spadl, než záchranné práce začaly. Před očima mu tak vyvstával obraz zkázy a obava, že z těchto pozoruhodných zařízení nezbude nic.
Uvědomil si, že není v jeho silách ovlivnit příslušné orgány, aby začaly intenzivně pracovat na záchraně takovýchto hodnotných objektů. Pochopil také, že výjimečné stavby mnohdy nedokáže zachránit „in situ“, jak původně zamýšlel. Začal se stále více přiklánět k myšlence transferů do některého z existujících sídelních celků. Hlavním podnětem k tomu byl Luďku Štěpánovi na přelomu 60. a 70. let zejména příklad brněnských památkářů pod vedením PhDr. Věry Kovářů. Jednalo se o expozici lidového stavitelství v Krátké na Žďársku, kde měly být opraveny stávající objekty a doplněny dalšími, kterým na původních místech hrozil zánik.
Při pracovních cestách začal vytipovávat místa, ve kterých by zamýšlený celek mohl vzniknout. Zaměřil se na nejjižnější části okresu Chrudim, tedy oblast Hlinecka. Na výjimečný rozsah hodnotných památkových objektů v této oblasti upozornil již roku 1955 PhDr. Jaroslav Herout v rámci příprav seznamů nemovitých kulturních památek. Na seznamu Luďka Štěpána se objevily náves ve Všeradově, střed obce Vortová, osada Zubří nad Trhovou Kamenicí, Trhová Kamenice a Veselý Kopec. Památkové hodnoty jednotlivých sídel umocňovalo neporušené přírodní prostředí i bohatá kulturní historie. Konečné rozhodnutí mu prý přinesla jím sestavená tabulka s deseti kritérii, ve které zohlednil památkové, estetické i technické parametry. Veselý Kopec – původně součást obce Dřevíkov – položený v úvalu řeky Chrudimky se zbytky starého mlýnského náhonu a památkově chráněná usedlost čp. 4 s roubeným haltýřem v louce nakonec v hodnocení zvítězil. Působivost obce Vysočina, vzniklé v roce 1960 sloučením obcí Dřevíkov, Možděnice, Rváčov, Svobodné Hamry, a okolní krajiny dokreslovala i bohatá historie spojená se jmény Františka Palackého, Františka L. Riegra, Jana Nevole, generála Alexandra Zacha a významných českých malířů krajinářů – Františka Kavána a Gustava Macouna. Myšlenka vybudovat v původním krajinném prostředí starých osad Hlinecka soubor staveb, které budou dokumentovat lidové stavitelství a lidové technické stavby části východních Čech, tak dostala jasný rámec.

### Soubor lidových staveb Vysočina

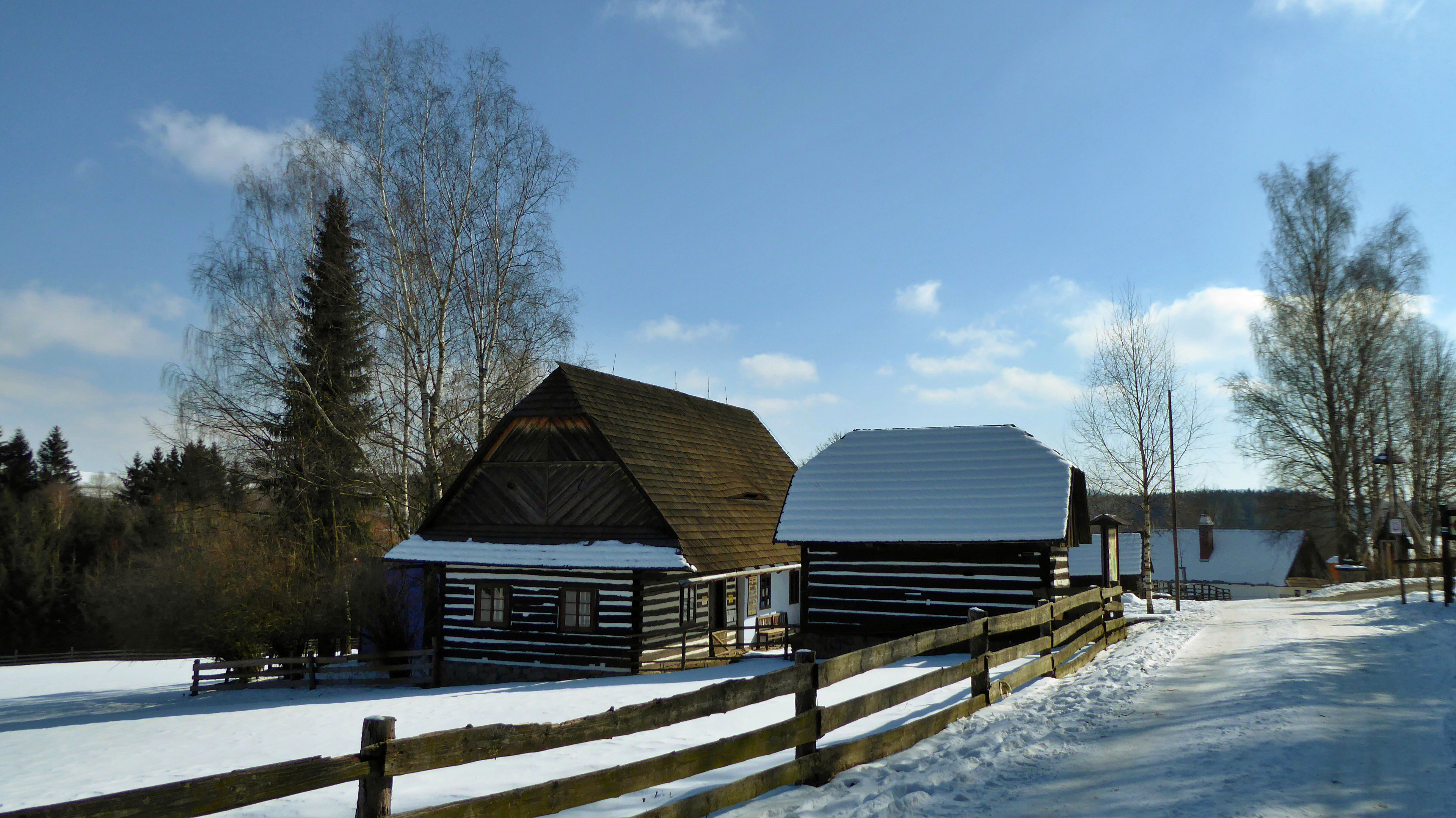
Vstup do muzea v přírodě na Veselém Kopci

Luděk Štěpán kolem sebe soustředil skupinu podobně smýšlejících lidí z řad dobrovolných členů tzv. okresního aktivu pro ochranu památek a přírody a místních nadšenců z Vysočiny. Prvním počinem byl návrh na záchranu vodního mlýna a pily „jednušky“ Králova Pila v Milesimově. Podle evidence památek měla být jediná chráněná pila ve východních Čechách v Oldříši u Poličky. Ve skutečnosti již několik let neexistovala, přestože byla jednou z pouhých dvou tehdy památkově chráněných pil v Čechách. Podobný osud potkal jedinou českou památkově chráněnou záhřivku (bělidlo) v Přívratu (okr. Ústí nad Orlicí) nebo soukenickou valchu v Pekle nad Zdobnicí (okr. Rychnov nad Kněžnou). Popsaná situace patřila mezi další podněty, které přivedly Luďka Štěpána ke snaze zachraňovat venkovské technické stavby.
20. dubna 1967 podal Luděk Štěpán návrh na záchranu Královy Pily. Návrh byl přijat a s částkou patnácti tisíc korun zahájil s dalšími nadšenci v roce 1968 vlastní práce. Tak jako později na Veselém Kopci a v Možděnici zajišťovali většinu pomocných prací zdarma členové tehdejšího Vlastivědného kroužku Osvětové besedy v Zaječicích. Dokumentaci, stavební práce a řízení všech činností prováděl Luděk Štěpán. V letech 1968 a 1969 vypracoval návrh na vybudování expozice lidových staveb v obci Vysočina. Původní představa byla soustředit na Veselém Kopci zemědělské usedlosti a technické stavby na vodní pohon a v nedaleké Možděnici soubor řemeslnických dílen. Cílem Luďka Štěpána bylo nejen zachránit vzácné památky, kterým hrozil na původním místě zánik, ale současně umožnit jejich zpřístupnění široké veřejnosti. Ucelený soubor staveb měl dokumentovat lidovou architekturu a lidové technické stavby velké části východních Čech, v prostoru s hranicí po spojnici Chrudim – Vysoké Mýto – Litomyšl – Polička – Svratka – Chotěboř – Chrudim.
Po úspěšné opravě Královy Pily podal Luděk Štěpán v březnu roku 1969 návrh na záchranu soukromé usedlosti čp. 4 na Veselém Kopci (okr. Chrudim). Její oprava probíhala v letech 1971 a 1972, zároveň byla díky iniciativě Luďka Štěpána obnovena soukromá kovárna čp. 3 v Možděnici (okr. Chrudim). V roce 1972 byla zpřístupněna dočasná expozice tkalcovské světničky a stodoly usedlosti čp. 4 na Veselém Kopci, a to do doby, než budou zrealizovány další objekty. Právě tímto počinem byl položen základ budoucího Souboru lidových staveb Vysočina. Zároveň započal transfer prvních dvou objektů na Veselý Kopec – pazderny z Pasek u Všeradova (okr. Chrudim) a sušárny ovoce ze Stříteže (okr. Svitavy). Na těchto objektech si Luděk Štěpán s několika místními řemeslníky vyzkoušeli technologii transferu malých roubených staveb. O rok později se již pustili do rekonstrukce mnohem náročnější, a to již dříve rozebrané a uložené unikátní čtrnáctiboké polygonální stodoly ze Sádku u Poličky (okr. Svitavy) a také kolářské dílny v Možděnici (okr. Chrudim).
První hmatatelné výsledky Luďka Štěpána a jeho spolupracovníků pomohly přesvědčit i tehdejší vedení obce Vysočina (okr. Chrudim) ke změně přístupu k historickým objektům i prostředí a podnítily místní občany k úpravě svých domů i veřejných prostranství. Na návsi v Dřevíkově (okr. Chrudim) byla obnovena vzácně dochovaná roubená potašárna a objekt bývalé vinopalny v dřívější židovské uličce, nedaleký židovský lesní hřbitov. V Dřevíkově došlo k odstranění nevzhledných plechových staveb a elektrického vedení, které pohledově narušovalo starobylá průčelí. V Možděnici došlo na záchranu staré roubené školy a zvoničky a na postavení pomníku Františku Kavánovi ve Svobodných Hamrech (okr. Chrudim).
První období budování a vytváření pevných základů nynějšího Souboru lidových staveb Vysočina se uzavřelo s koncem roku 1981. Do tohoto roku se Luďku Štěpánovi podařilo zrealizovat transfer patnácti objektů na Veselý Kopec, dva do Možděnice a podílet se na záchraně tří objektů „in situ“ (usedlost čp. 4 na Veselém Kopci, vodní kovací hamr a mlýnice ve Svobodných Hamrech, kovárna v Možděnici).
Od samého počátku záchranných prací kladl Luděk Štěpán velký důraz na stavebně historický průzkum objektů, u technických památek rozšířený na technologický průzkum. Cenné údaje přinášelo bádání jak v archivech, tak v terénu. Poznatky zanesl do rukopisných prací, které jsou dnes uloženy ve Státním okresním archivu v Chrudimi. V rámci těchto prací bylo pořízeno přibližně 1600 černobílých negativů a 2200 barevných diapozitivů. Velká část ze zdokumentovaných objektů dnes již neexistuje. Výše zmíněné průzkumy byly základem první územní studie Souboru lidových staveb a řemesel Vysočina (tak zněl původní název), kterou v letech 1972 až 1974 vypracovali Ing. Libor Černík z Krajského střediska státní památkové péče a ochrany přírody v Pardubicích, František Dvořák z odboru kultury ONV Chrudim a Luděk Štěpán. V 80. letech na ni navázaly studie zpracované SÚRPMO Praha – především Ing. arch. Jiřím Škabradou a Ing. arch. Petrem Dostálem. Bylo velkým štěstím, že v 70. letech pracovali na odboru kultury ONV Chrudim lidé, kteří pochopili význam konání Luďka Štěpána a podali mu pomocnou ruku. Až do roku 1981 byl ONV Chrudim (následně Okresní muzeum Chrudim) hlavním partnerem a investorem.
I přes obrovskou řadu získaných poznatků i konkrétní úspěšné realizace měl Luděk Štěpán stále pocit, že se z jeho strany jedná spíše o amatérský přístup, který si vyžaduje doplnit odborné znalosti. Začal pravidelně dojíždět na konzultační dny do Valašského muzea v přírodě v Rožnově pod Radhoštěm, kde se mu věnovali PhDr. Jaroslav Štika, CSc. a PhDr. Jiří Langer, CSc. Společně s PhDr. Věrou Kovářů byli Luďku Štěpánovi vzorem. Výše zmínění se také stali členy prvního odborného poradního týmu. Jeho jednání mnohdy provázely vzrušené polemiky zvláště v otázkách vlastních záchranných prací, kdy na sebe narážely dvě trochu odlišné koncepce – památkářská a muzejní. Přesto bylo vše řešeno v přátelské atmosféře s jediným cílem, nalézt nejlepší a zároveň pro všechny strany přijatelné řešení. Skloubit snahu o maximální zachování všeho autentického s požadavkem na praktické provozní záležitosti vyžadovalo oboustranné kompromisy. Obdobná situace se za pár let opakovala i při záchraně hlineckého Betléma.
Významnou podporu Luďku Štěpánovi poskytovaly z dnešního pohledu drobné, tehdy pro něho však významné příběhy. Dodávaly mu jistotu, že jeho záměr je potřebný a v mnohém výjimečný. Často vzpomínal na návštěvu ředitele polského skanzenu v Sanoku, významného znalce evropských muzeí v přírodě, dr. Jiřího Čajkovského, který tehdy zkoumal polygonální stodoly v rámci střední Evropy. Potěšil ho prohlášením, že na Veselém Kopci stojí poslední více než dvanáctiboká stodola v Evropě. V té době se právě připravovala výstavba vodního mlýna přeneseného z Oldřetic u Skutče, doplněného varnou povidel a stoupou na tlučení třísla z Klešic, obojí na vodní pohon. Dr. Čajkovský potvrdil, že se jedná o objekty, které v žádné expozici lidového stavitelství doposud nebyly.
V jeho konání ho utvrzovaly i postupně získávané poznatky, které prokázaly jedinečnost zachraňovaných staveb. Ukázalo se, že kovárna v Možděnici z poloviny 18. století je ve východních Čechách nejstarší plně vybavená kovárna, hospoda ve Svobodných Hamrech nejstarší roubená bez přerušení provozovaná hospoda, připomínaná již v roce 1613. Práce na záchraně židovského lesního hřbitůvku u Dřevíkova posvětilo zjištění, že se zde zachoval jeden ze tří známých dřevěných náhrobků v Čechách, další dva byly v Židovském muzeu v Praze. Úsilí o záchranu symbolu Železných hor ve Svobodných Hamrech – železářského hamru – korunoval nález tzv. housky, tedy surového železa po odpichu z vysoké dřevouhelné pece o váze asi 350 kg, u nedalekého bývalého hamru u Kocourova (datovaného kolem roku 1730). Takováto houska je údajně jedinou dochovanou ukázkou v oblasti střední Evropy. Se Svobodnými Hamry je spojena česky psaná loutková hra Don Juan z roku 1790. Patří k nejstarším svého druhu v Čechách a byla získána od potomků majitelů hamerského zámečku – rodiny Nevolových.

### Obnova sekernického řemesla a záchrana technických staveb na vodní pohon

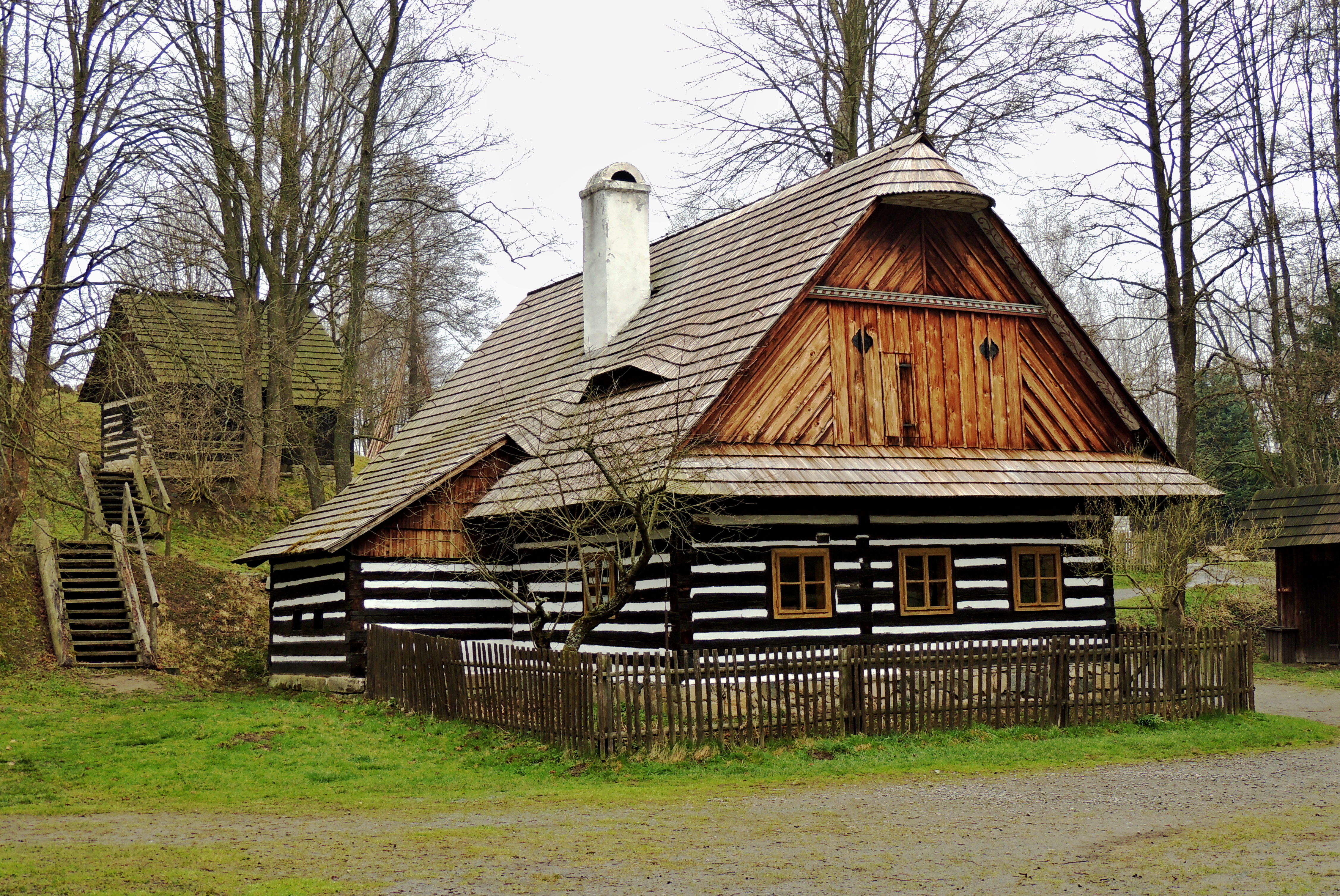
Mlýn z Oldřetic transferovaný na Veselý Kopec

Mimořádně významná část práce Luďka Štěpána se týká detailní dokumentace tradičních řemesel a technologických postupů. V této dokumentaci má obrovský význam práce sekernického mistra Jana Vondráčka. Dokumentace stavby vodního kola u mlýna a pily Králova Pila posledním žijícím vyučeným sekerníkem na Českomoravské vrchovině Janem Vondráčkem mladším se stala základem znovuoživení tohoto řemesla v podobě nově vytvořené sekernické skupiny Jiřího Myšky a Pavla Tomáška ze Studnic. Právě Luděk Štěpán přesvědčil svého kolegu „silničáře“, původně vyučeného koláře, Jiřího Myšku a dovedl jej k Janu Vondráčkovi, který mu předal veškeré své znalosti o stavbě vodních kol. Technické zkušenosti Luďka Štěpána a řemeslný um novodobých sekerníků daly postupně vzniknout mnoha technickým památkám. Kromě vodních kol a dalších mechanismů mlýna, olejny, stoupy, varny povidel a hamru v Souboru lidových staveb Vysočina je možné dále uvést vodní kola mlýna a celý mechanismus mandlu (dle návrhu L. Štěpána) v Ratibořicích (okr. Náchod), mlýna ve Vanově (okr. Jihlava) nebo mlýna v lucemburském Asselbornu.

### Knižní vydání (výběr)
- Vysočina – Soubor lidových staveb a řemesel. Pardubice 1986.
- Chalupy, zemědělské a technické stavby lidu na Chrudimsku. Pardubice 1987
- Lidové stavitelství Chrudimska. Pardubice 1988
- Lidové stavitelství ve stavebních plánech a mapách východočeských archivů. Technické a společenské stavby. Pardubice – Ústí nad Labem 1990
- Klíč od domova. Lidové stavby východních Čech (Hradec Králové, Kruh, 1991)
- Veselý Kopec – Soubor lidových staveb Vysočina. Pardubice 1994
- Lidové stavitelství ve stavebních plánech a mapách východočeských archivů. Sídla, domy a zemědělské stavby. (Zámrsk, Státní oblastní archiv v Zámrsku, 1995)
- Dílo a život mlynářů a sekerníků v Čechách. Historie a technika vodních a větrných mlýnů, hamrů, pil, valch, olejen, stoup (Díl 1., Praha, Argo, 2000)
- Chrudimsko. Utváření venkovských sídel (Chrudim, Státní okresní archiv v Chrudimi, 2001)
- Lidové stavitelství východních Čech. Hradec Králové 2001
- Album starých pohlednic Pardubicka a Chrudimska. Liberec 2001
- Chrudimsko. Ztracené a zachráněné poklady. Chrudim 2003
- Železné hory. Utváření sídel a lidové stavitelství v proměnách času. Heřmanův Městec, Nasavrky 2005
- Dílo mlynářů a sekerníků v Čechách (Díl 2., Praha, Argo, 2008)
- Silnice v Pardubickém kraji. Pardubice 2009
- Zaječice – 700 let. Zaječice 2011
- Nasavrcké panství a slatiňanští Auspergové. Slatiňany 2014
- Chrudimsko. Mlýny a další zařízení na vodní pohon (Chrudim, Státní okresní archiv v Chrudimi, 2013)